# Leslie Malton
Leslie Antonia Malton, née le 15 novembre 1958 à Washington DC., est une actrice américano-allemande. Elle est présidente du Bundesverband Schauspiel.

## Filmographie sélective

### Cinéma
- 1981 : Sara dans Possession de Andrzej Żuławski
- 1982 : Hermine Kleefeld dans La Montagne magique de Hans W. Geissendörfer
- 1983 : Gudrun Lange dans Der große Bellheim de  Dieter Wedel